# Héctor Baillié
Héctor Adrián Baillié (Lanús, Provincia de Buenos Aires, Argentina; 26 de noviembre de 1960) es un exfutbolista y actual director técnico argentino. Jugaba como delantero y su primer equipo fue Unión de Santa Fe. Su último club antes de retirarse fue Talleres de Remedios de Escalada.
Fue ayudante de campo de Claudio Zacarías en Deportivo Laferrere y Defensores de Cambaceres. Ya como técnico, dirigió a Cañuelas, a Talleres de Remedios de Escalada en inferiores y a Claypole en dos etapas.

## Clubes

### Como jugador
| Club                             | País      | Año       |
| -------------------------------- | --------- | --------- |
| Unión de Santa Fe                | Argentina | 1976-1978 |
| Chaco For Ever                   | Argentina | 1978-1979 |
| Banfield                         | Argentina | 1980-1983 |
| Huachipato                       | Chile     | 1984      |
| Quilmes                          | Argentina | 1985      |
| El Porvenir                      | Argentina | 1986      |
| Douglas Haig de Pergamino        | Argentina | 1986-1988 |
| Deportivo Italiano               | Argentina | 1988-1989 |
| Talleres de Remedios de Escalada | Argentina | 1990      |
| Lanús                            | Argentina | 1991      |
| Talleres de Remedios de Escalada | Argentina | 1992-1995 |
| El Porvenir                      | Argentina | 1995-1996 |
| Talleres de Remedios de Escalada | Argentina | 1996-1999 |

### Como asistente técnico
| Club                | País      | Año  |
| ------------------- | --------- | ---- |
| Deportivo Laferrere | Argentina | 2005 |
| Cambaceres          | Argentina | 2006 |

### Como entrenador
| Club                       | País      | Año       |
| -------------------------- | --------- | --------- |
| Cañuelas                   | Argentina | 2008      |
| Talleres (RE) (inferiores) | Argentina | 2013      |
| Claypole                   | Argentina | 2013-2014 |
| Claypole                   | Argentina | 2016-2017 |